# Zdeněk Procházka (atlet)
Zdeněk Procházka (13. června 1931 Brankovice – 2. září 1998) byl československý atlet, který se věnoval skoku do dálky.
Během své sportovní kariery závodil za několik klubů. Sokol Vyškov 1949-51, poté VŠ a Slávia Brno 1952-54, RH Praha 1955-56, Spartak Brno ZJŠ 1957-1960.
Držitel dvou českých rekordů v běhu na 4x100 y (42,3 s v roce 1955 a 41,9 s v roce 1956).

Osobní rekordy:
- skok daleký – 7,41 m
- 100 m – 10,6 s
- 200 m – 22,3 s